# 最後審判進程教會
最後審判進程教會（The Process Church of the Final Judgment，簡稱Process Church）是一個英國宗教團體，成立於1966年，於1970年代解散。
1963年，兩名山達基教徒Robert de Grimston及Mary Ann MacLean於英國的山達基教會內互相認識，不久後他們有了自己的理念而離開教會，並且受到奧地利心理學家阿爾弗雷德·阿德勒的作品所影響，發明出新的心理學「Compulsions Analysis」。1966年他們成立了最後審判進程教會，由於兩名創辦人的經歷，該宗教團體被認為是從山達基教所分裂出來的組織。教會的信仰被描述為「一種新諾斯底主義神學」。
根據作者樊尚·布格里奧西及庫特·根特利的著作《Helter Skelter: The True Story of The Manson Murders》中提出1960年代末曼森家族的領導者查爾斯·曼森，有可能受到最後審判進程教會的學說所影響，而創立他的犯罪集團。
1966年9月，最後審判進程教會與信徒搬遷到墨西哥尤卡坦州的小村莊Xtul，後來村莊受颱風侵襲，但團體安然無恙，此經驗啟發了Robert de Grimston發展一套神學「processean」（與Process theology並無關係），並認為他們要信奉四位神，分別是耶和華、撒旦、路西法和基督，其教義是要將基督及撒旦、耶和華及路西法分別結合為一。
1968年該團體於美國的紐奧良、紐約、波士頓、洛杉磯、三藩市建立教會。
1974年4月，Robert de Grimston被撤職，其教會隨即宣布放棄他所主張的教義及學說，Robert de Grimston曾嘗試重新恢復教會但不成功。1976年，教會被重新命名為the Foundation Church of the Millennium。其後再改名為the Foundation Faith of the Millennium（1977年）以及the Foundation Faith of God（1980年）。
最終，最後審判進程教會在1982年演變成一個非牟利的動物福利組織，並改名為好朋友動物協會（Best Friends Animal Society）。

## 外部鏈接
- 官方网站 的存檔，存档日期28 May 2022.
- Best Friends Animal Society （页面存档备份，存于）